# Loja Maçônica Esperança de Nictheroy
A Loja Esperança de Niterói é uma loja maçônica fundada em 21 de junho de 1822, tendo seus trabalhos interrompidos no período de 25 de outubro de 1822 a 23 de novembro de 1831.

## Fundação doGrande Oriente do Brasil
O Grande Oriente do Brasil foi fundado no dia 17 de junho de 1822 na cidade do Rio de Janeiro, Capital do Império. Para que pudesse o mesmo ter sua regularidade reconhecida por outras Potências (ou Obediências) Maçônicas, havia a necessidade da existência de, pelo menos, três Lojas Maçônicas sob sua jurisdição. Sob a inspiração de Joaquim Gonçalves Ledo, seu verdadeiro mentor, e José Clemente Pereira, membros da Loja Commércio e Artes que já existia desde 15 de novembro de 1815, foi acordado que esta última se dividiria em duas outras Lojas Maçônicas, dando assim origem as Lojas União e Tranquilidade e Esperança de Nictheroy. Surgiu assim, a Loja Esperança de Nictheroy n° 0003, e também o Grande Oriente do Brasil, que recebeu sua carta Constitutiva do Grande Oriente Lusitano.
Na 2ª Sessão do Grande Oriente do Brasil, (21 de junho de 1822), prepôs o 1º Grande Vigilante, que havendo-se já estabelecido o Grande Oriente do Brasil, cumpria agora dar execução ao Parágrafo 1º do Cap. 4º da 1ª parte da Constituição, que manda erigir três Lojas Metropolitanas, que essas lojas deviam ser compostas dos maçons atuantes – igualmente repetidos e extraídos por sorteio..
A Loja Esperança de Niterói, foi fundada assim em 21 de junho de 1822, tendo seus trabalhos interrompidos no período de 25 de outubro de 1822 a 23 de novembro de 1831.

## Locais onde funcionou
A Loja Esperança de Niterói funcionou nos seguintes endereços: Quando da sua fundação, na Rua Conde d'Eu (Depois rua do Conde, atual Mem de Sá), por ocasião de reinstalação em 1831, passou a funcionar na Travessa da Barreira nº 97. De julho a agosto de 1839 funcionou na Rua de São José nº 20; de setembro de 1839 a fevereiro de 1841, funcionou na Rua do Lavradio, próximo a Rua Mata Cavalos (hoje Rua Riachuelo); de março de 1841 a maio de 1841, funcionou na Rua dos Ciganos nº 08 (atual Rua da Constituição); a partir de junho de 1842, com a inauguração do Palácio Maçônico, passou a funcionar na Rua do Lavradio nº 97. No período de 8 de abril de 2005 até 25 de abril de 2008 funcionou na Rua das Oficinas n° 224 no Engenho de Dentro. De 9 de maio de 2008 até dia 12 de abril de 2012 funcionou na Rua Riachuelo 239, Centro.

## Atualidade
A Grande Benemérita e Grande Benfeitora Loja Simbólica Esperança de Nictheroy n°0003 continua em plena atividade maçônica, e desde 13 de abril de 2012 voltou a funcionar na Rua do Lavradio nº 97.

## Títulos
Loja Esperança de Nictheroy recebeu o título de Grande Benemérita em 05 de agosto de 1876, tendo em vista, ter emprestado ao Grande Oriente do Brasil em 1876, dois mil contos de réis; e de Grande Benfeitora em 20 de junho de 1947, por ocasião do aniversário de 125 anos; recebeu a Comenda da “CRUZ DA PERFEIÇÃO MAÇÔNICA” (Lojas com mais de cem anos) em 18 de junho de 1977.

## Membros notáveis
- José Bonifácio de Andrada e Silva, o Patriarca da Independência do Brasil e o primeiro Grão-Mestre Geral do Grande Oriente do Brasil.[1]
- Luís de Queirós Monteiro Regadas, iniciado na sessão do dia 24 de junho de 1832. Em 1838 comprou o edifício principado para Teatro, na Rua do Lavradio, que deu origem ao Palácio Maçônico do Lavradio, inaugurado em junho de 1842.[4]
- Evaristo Ferreira da Veiga, iniciado na sessão do dia 1 de junho de 1832. Político, Poeta, Livreiro, Acadêmico, um dos grandes baluarte da nossa história.[1]
- Antônio Pinto Mendes, iniciado na sessão do dia 9 de julho de 1869. Foi o grande impulsionador da obra de reforma do Palácio Maçônico do Lavradio, em 1901, quando ocupou o cargo de Grande Secretário-Geral do Grande Oriente do Brasil.